# Papinsalo (ö i Södra Savolax)
Papinsalo är en ö i Finland. Den ligger i sjön Saimen och i kommunen Jockas i den ekonomiska regionen  Pieksämäki ekonomiska region  och landskapet Södra Savolax, i den södra delen av landet, 230 km nordost om huvudstaden Helsingfors. Öns area är 2,46 kvadratkilometer och dess största längd är 2,2 kilometer i sydväst-nordöstlig riktning.